# Hans Magnusson
Hans Göran Wiktor Magnusson, född 1946, är en svensk översättare från ryska och engelska. Han var också under en rad år styrelseledamot i Översättarsektionen av Sveriges författarförbund.

## Översättningar (urval)
- Vladimir Dudintsev: De vita kläderna (Belye odeždy) (Wahlström & Widstrand, 1990)
- Adrian Goldsworthy: Kejsare och generaler: männen bakom Roms framgångar (In the name of Rome) (Historiska media, 2006)
- Vasilij Grossman: Reporter i krig: dagboksanteckningar från andra världskriget (A writer at war) (Historiska Media, 2007)